# Peugeot Type 88
La Peugeot Type 88 est un modèle d'automobile produit par le constructeur français Peugeot en 1907.